# Пітенін Євген Дмитрович
Пітенін Євген Дмитрович (нар. 30 вересня 1950, Київ, УРСР, СРСР) — радянський і український художник кіно, художник-постановник.

## Біографічні відомості
Закінчив Київський художній інститут (1976).
Працює на Кіностудії імені Олександра Довженка.
Член Національної Спілки кінематографістів України.

## Фільмографія
- «Іду до тебе...» (1971, асистент)
- «Пам'ять землі» (1976, асистент)
- «Бірюк» (1977, асистент)
- «Спокута чужих гріхів» (1978, асистент)

Художник-декоратор фільмів:
- «Оглядини» (1979)
- «Під сузір'ям Близнюків» (1979)
- «Чорна курка, або Підземні жителі» (1980)
- «Польоти уві сні та наяву» (1982)
- «Три гільзи від англійського карабіна» (1983)
- «Пароль знали двоє» (1985, у співавт. з М. Поштаренком)

Художник-постановник:
- «Миргород та його мешканці» (1983, у співавт. з Р. Адамовичем)
- «Чоловіки є чоловіки» (1985, у співавт. з М. Раковським)
- «Брате, знайди брата!» (1988, також комб. зйомки)
- «Русалчин тиждень» (1988, у співавт. з Е. Бегляровою; муз. фільм за участю Ніни Матвієнко, реж. Н. Мотузко)
- «В далеку путь» (1989)
- «Дамський кравець» (1990)
- «Вірний Руслан (Історія вартового собаки)» (1991)
- «Родимка» (1991, к/м, реж. Л. Дроздовська-Галатіна)
- «Для сімейного огнища»
- «Вінчання зі смертю» (1992)
- «Кобзар» (1993, к/м, реж. М. Мащенко)
- «Пієта» (1993)
- «Дикий табун» (2002)
- «Грішити і каятися» (2003)
- «Матрьошка» (2003, к/м)
- «Троянський спас» (2004)
- «Слово» (2004)
- «Дарунок долі» (2005)
- «З днем народження, королево!» (2005)
- «Книга» (2006)
- «Барин» (рос.) (2006, Росія—Україна)
- «Квіти для Снігової Королеви» (2006)
- «Дуже новорічне кіно, або Ніч у музеї» (2007, мюзикл)
- «Запорожець за Дунаєм» (2007)
- «Важкий пісок» (2008, Росія)
- «Жінка, не схильна до авантюр» (2008)
- «Зачароване кохання — 2» (2009, Росія—Україна)
- «Крапля світла» (2009)
- «Дума про Тараса Бульбу» (2009)
- «Віра, Надія, Любов» (2010, т/с)
- «Вчора закінчилась війна» (2010)
- «Наречена мого друга» (2012, Росія—Україна)
- «Політ метелика» (2012)
- «Даша» (2013)
- «Життя після життя» (2013)
- «Все повернеться» (2013, т/с)
- «Сашка» (2013—2014, т/с)
- «Бестселер з кохання» (2016)
- «Заборонене кохання» (2016, т/с)
- «Клітка для папуги, що говорить» (к/м, 2017)
- «Півзахисник» (2018) та ін.